# Vocalion Records

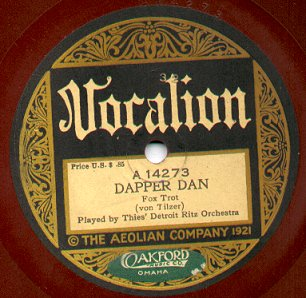
rótulo da Vocalion - 1921

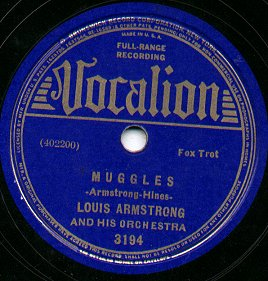
Vocalion - gravado por Louis Armstrong

Vocalion Records foi uma gravadora ativa por muitos anos nos Estados Unidos e no Reino Unido.
Foi fundada em 1916 pelo Piano Aeolian Company of New York City , que introduziu uma linha de varejo de fonógrafos.